# Sternerkrieg
Der Sternerkrieg war eine militärische Auseinandersetzung in den Jahren 1371 bis 1373 zwischen der Landgrafschaft Hessen und ihren Verbündeten auf der einen Seite gegen eine Koalition, den Sternerbund, auf der anderen Seite.

## Ausgangslage
Die Landgrafschaft Hessen, bestrebt ihre Landeshoheit auszubauen, versuchte ritterschaftlichen Adel innerhalb der Grenzen ihres Territoriums zu mediatisieren und an ihren Außengrenzen weiteren Einfluss und Gebiete zu gewinnen. Dies führte zu Konflikten mit
- zahlreichen Rittern und Herren in diesem Bereich;
- in der eigenen Familie: Herzog Otto I. von Braunschweig-Göttingen versuchte Erbansprüche als Enkel des verstorbenen Landgrafen Heinrich II. von Hessen auf die Landgrafschaft durchzusetzen;
- benachbarten Mächten. Dazu zählten vor allem:
  - das Kurfürstentum Mainz, das sich in einer permanenten Konkurrenzsituation mit der Landgrafschaft um die Vormachtstellung im hessischen Raum befand;
  - die Grafen Gottfried VII. und Gottfried VIII. von Ziegenhain, die versuchten, sich so der immer mächtiger werdenden Landgrafschaft Hessen zu erwehren. Da die Grafschaft Ziegenhain Ober- und Niederhessen voneinander trennte, waren die hessischen Landgrafen bestrebt, ihre beiden größten Landesteile über das Gebiet der Ziegenhainer zu vereinigen. Außerdem war Gottfried VIII. mit Agnes von Braunschweig-Göttingen, einer Schwester Herzog Ottos, verheiratet. Die zugesagte Mitgift von Seiten Herzog Ottos stand noch aus, denn Otto konnte nicht zahlen. Hier versprach ein Sieg über Hessen und die Durchsetzung der Interessen Herzog Ottos gegenüber der Landgrafschaft Abhilfe.
  - die Abtei Fulda und die Abtei Hersfeld, die sich sowohl vonseiten der Landgrafschaft Hessen als auch durch die Bürger der Städte Fulda bzw. Hersfeld bedrängt sahen.

Während sich die Gegner Hessens im Sternerbund zusammenschlossen, gelang es Landgraf Hermann II. von Hessen, sich mit Landgraf Friedrich III. von Meißen-Thüringen, einem Verwandten, zu verbünden. Weitere adelige Bündnispartner waren Herzog Albrecht I. von Braunschweig-Grubenhagen, Heinrich I. von Nassau-Beilstein und ab Frühjahr 1372 auch die Grafen Otto und Johann II. von Solms. Außerdem konnten sie sich auf das Bürgertum der Städte stützen, das aus wirtschaftlichen Gründen und um die eigene Selbstbestimmung zu stärken daran interessiert war, Raubrittertum und die Macht des örtlichen Adels und der großen Klöster zu beschränken.

## Kriegshandlungen
Im Herbst 1371 erhoben die Parteien gegenseitig Vorwürfe, Boten überfallen und Raubzüge begangen zu haben. Dabei verhielt sich Hermann II. von Hessen zunächst eher zögerlich und versuchte, den Konflikt durch Verhandlungen zu lösen. Der Sternerbund ging darauf aber nicht ein.
Im Frühjahr 1372 verbot Hermann II. allen Rittern in seinem Einflussbereich, Mitglied im Sternerbund zu sein, und erbat ein Aufgebot in den hessischen Städten. Fehdebriefe wurden verschickt.
Hauptstützpunkt der Sterner war die Burg Herzberg aufgrund ihrer strategisch wichtigen Lage an der Heer- und Handelsstraße „Kurze Hessen“ und zwischen den Interessensgebieten der Landgrafschaft Hessen, der Abtei Hersfeld, der Grafschaft Ziegenhain und der Abtei Fulda. Um sie gegen Angriffe zu sichern, schickte Herzog Otto von Braunschweig-Göttingen schon 1371 Soldaten und seinen Hauptmann Breido Rantzow auf die Burg. Landgraf Hermann II. und Balthasar von Thüringen belagerten die Burg ab August 1372 mit etwa 1000 Mann. Da die Belagerung länger dauerte, konnten die Sterner ein Entsatzheer mit etwa 1500 Mann aufstellen, das unter Führung des Grafen Gottfried VII. von Ziegenhain von der Schwalm her auf die Burg vorrückte. Es schnitt dem hessischen Belagerungsheer die Rückzugs- und Versorgungswege nach Alsfeld und Marburg ab, und Landgraf Hermann II. war gezwungen, die Belagerung abzubrechen und sich in Richtung Hersfeld zurückzuziehen. Da der Hersfelder Abt auch ein Sterner war, hoffte Gottfried VII., das hessische Heer zwischen sich und der befestigten Stadt Hersfeld aufreiben zu können. Hermann wich aber mit einem Teil des Heeres in das enge Tal der Aula aus, zog auf das Gebiet der Grafschaft Ziegenhain, verwüstete Neukirchen und Schwarzenborn und zog sich anschließend nach Marburg zurück. Von hier aus griff er die Sterner im westlichen Hessen an.
Der andere Teil der von der Burg Herzberg abziehenden Belagerer zog unter Balthasar von Thüringen vor die Stadt Hersfeld. Als Balthasar um Einlass in die Stadt bat, wollte der Hersfelder Abt Berthold II. von Völkershausen das verhindern, aber die Bürger öffneten ihre Stadt gegen den Willen des Abtes dem landgräflichen Heer. Die Sterner wagten daraufhin nicht, die hessisch-thüringischen Truppen in der befestigten Stadt anzugreifen. Als neue hessische Truppen zur Verstärkung eintrafen und die Sterner bei der Nikolauskirche vor den Toren Hersfelds versuchten, sie zu stellen, gewährten die Bürger Hersfelds auch diesen Truppen Schutz innerhalb der Stadtmauern. Am 28. Januar 1373 kam es dann auch formal zu einem Schutz- und Trutzbündnis der Stadt mit dem Landgrafen von Hessen und am 24. Oktober 1373 mit dem Landgrafen von Thüringen. Nach diesen Verträgen entsandte der hessische Landgraf 60 Glevner (schwer bewaffnete Lanzenreiter mit mehreren berittenen Knechten) nach Hersfeld, und beide Landgrafen sicherten der Stadt weitere zu, sollte sie angegriffen werden. Die Stadt nahm in den Verträgen zwar Abt und Stift aus, gleichwohl war sie damit gegenüber diesen enorm gestärkt.
Neben der Konfrontationen bei der Burg Herzberg und um Hersfeld wurde der Krieg auch in einer Vielzahl kleinerer Scharmützel ausgetragen. So gingen z. B. die Ritter von Buchenau gegen die landgräfliche Stadt Rotenburg an der Fulda und deren Umgebung vor. Sie konnten die Stadt jedoch nicht einnehmen und wurden auf dem Rückzug vor Hersfeld von landgräflichen Truppen geschlagen. Ziegenhainer Truppen überfielen von Schwarzenborn aus die Dörfer des Gerichts Rohrbach (das spätere Gericht Ludwigseck); es gehörte zum Teil dem Landgrafen und zum anderen Teil der Abtei Hersfeld, was erheblichen Ärger zwischen den eigentlich Verbündeten verursachte.

## Ende der Auseinandersetzungen
Schon ab dem Frühjahr 1372 begann, angesichts der sich abzeichnenden hessisch-thüringischen Überlegenheit, die Koalition des Sternebundes zu bröckeln: Als erste der Sterner gerieten die Brüder Johann und Ludwig von Linsingen in hessische Gefangenschaft, mussten Urfehde schwören und schieden damit bei den Sternern aus. Mitte Juli gelang es landgräflichen Truppen, den Sterner und Bischof Heinrich von Spiegel zum Desenberg von Paderborn gefangen zu setzen. Auch er schied damit bei den Sternern aus.
Am 13. Februar 1373 konnte ein vereinigtes Heer des hessischen Landgrafen, der Grafen von Solms und der Stadt Wetzlar in der Nähe von Wetzlar ein Heer des Sternerbundes vernichtend schlagen, wobei eine Reihe führender Persönlichkeiten aus dessen Reihen in Gefangenschaft gerieten. Ein Teil von ihnen wurde in Wetzlar enthauptet, über den Umgang mit den Verbliebenen kam es zu heftigen Auseinandersetzungen zwischen den Verbündeten.
Am 9. Juni 1373 trafen sich in Eschwege Landgraf Heinrich II. und sein Neffe und Mitregent Hermann II. mit den landgräflichen Brüdern Friedrich III., Balthasar und Wilhelm I. aus dem Haus Wettin und schlossen eine Erbverbrüderung. Diesen Erbvertrag bestätigte Kaiser Karl IV. noch im Dezember des gleichen Jahres, nachdem ihm die Landgrafschaft Hessen zur Gleichstellung mit der Landgrafschaft Thüringen zum Reichslehen aufgetragen worden war. Damit wurden alle Ansprüche Herzog Ottos auf die Landgrafschaft Hessen endgültig hinfällig. Im Jahre 1431, bei einer Zusammenkunft in Rotenburg mit Kurfürst Friedrich II. von Sachsen und dessen drei Brüdern, erneuerte Landgraf Ludwig I., der Sohn Hermanns II., den Vertrag mit dem meißnisch-thüringischen Hause, das inzwischen die Kurwürde und das Reichserzmarschallamt erworben hatte.
Angesichts der Siege Hessens und des großen militärischen Aufgebots von Landgraf Hermann II. brach der Sternerbund Ende 1373 faktisch zusammen. Eine große Zahl ehemaliger Sterner musste mit dem Landgrafen Frieden zu Konditionen schließen, die sie noch mehr in die Abhängigkeit der Landgrafschaft brachten. Selbst Herzog Otto von Braunschweig musste 1375 darauf eingehen und explizit auf alle Ansprüche gegen Hessen verzichten.